# Mexická ústava z roku 1835
Takzvaná Mexická ústava z roku 1835 nebyla plnohodnotná a formální ústava, byly to jen dva dokumenty, které tvořily přílohu k Ústavě z roku 1824. Tyto dokumenty ale zásadním způsobem změnily charakter mexické vlády. Byly to Siete Leyes (sedm zákonů) z roku 1835 a Ústavní zákony z roku 1836. Zástupci absolvovali setkání v San Felipe, aby diskutovali o budoucnosti Texasu. Předmětem diskuse byla nezávislost, vytvoření dočasné vlády, jakož i vojenská intervence.
Siete Leyes (sedm zákonů) byla série ústavních nástrojů, které zásadně změnily organizační strukturu první Mexické republiky. Byli ustanoveny za vlády prezidenta Antonia López de Santa Anny 15. prosince 1835 s cílem centralizovat a posilnit federální vládu v období, kdy byla v sázce nezávislost Mexika.
- 15 článků prvního zákona udělovalo občanství těm, kdo uměli číst a měli roční příjem 100 pesos, kromě domácích dělníků, kteří neměli právo hlasovat.
- Druhý zákon umožnil prezidentovi rozpustit Parlament a potlačit Nejvyšší soudní dvůr Mexika. Vojenským důstojníkům nebylo dovoleno zastávat funkce v těchto institucích.
- 58 článků třetího zákona ustanovovalo dvoukomorový Kongres zástupců a senátorů, volených vládním orgány.
- 34 článků čtvrtého zákona specifikovalo skutečnost, že každá z institucí Nejvyšší soud, Senát Mexika a Rada ministrů (Council of Ministers) nominuje tři kandidáty a nižší komora parlamentu vybere z těchto devíti kandidátů prezidenta a viceprezidenta.
- Pátý zákon ustanovil jedenáctičlenný Nejvyšší soud, volený stejným způsobem jako prezident a viceprezident.
- 31 článků šestého zákona nahrazovalo „státy“ federální republiky centralizovanými „departmenty“, podle francouzského vzoru, kterých vládcové a zákonodárci byli jmenováni prezidentem Mexika.
- Sedmý zákon zakazoval návrat k předreformním zákonům na období šesti let.